# Guerra sertoriana
La guerra sertoriana fu una serie di campagne militari intraprese contro il generale mariano Quinto Sertorio che resisteva in Spagna con alcune legioni fedeli a Gaio Mario, dai generali Metello Pio e Pompeo Magno, il grande nemico di Giulio Cesare, che ebbe qui la prima impresa militare degna di nota. La campagna fu però dura, e, anzi, Pompeo e Metello vennero ripetutamente sconfitti da Sertorio, e riuscirono a sconfiggere i mariani solo dopo il suo assassinio commesso dall'incapace generale Marco Perperna Ventone, che venne, quindi, definitivamente sconfitto e ucciso da Pompeo nel 72. La guerra, inoltre, diede a Pompeo una specie di lezione di strategia, che il condottiero imparò per le successive campagne. 

## Antefatto
Nell'83 a.C. Quinto Sertorio, condottiero abile e valente, venne inviato in Spagna con la missione di avvicinare le tribù celtiche della Cantabria e della Lusitania alla causa dei populares contro Silla. La convincente azione di Sertorio guadagnò alle sue originarie tre legioni molti alleati. Quando Gaio Mario venne sconfitto da Silla, i mariani che volevano ancora combattere si rifugiarono in Spagna, e di fatto, Sertorio dominò la Penisola Iberica come un re. Silla, fortemente indispettito da questa sfida alla sua autorità, decise allora di mettere fine alla rivolta di Sertorio e di iniziare una serie di campagne militari che durarono un decennio, e che videro un esercito dopo l'altro sconfitto da Sertorio. La guerra sertoriana è ritenuta importante soprattutto per le abili mosse di Sertorio, che era un valente stratega e per l'entrata in scena del giovane Gneo Pompeo Magno.
Pompeo in questa guerra affrontò per la prima volta un condottiero al suo livello, abile e coraggioso. Sertorio, infatti, impartì diverse lezioni al giovane e promettente condottiero che imparò dagli errori e si guadagnò diverse vittorie fino a quando non venne sconfitto da un condottiero ancora più abile: Gaio Giulio Cesare.

## Fonti
La principale fonte della guerra viene da Appiano di Alessandria, valente storico che scrisse una grande opera intitolata Storia di Roma, che tratta in special modo le guerre civili. Nell'opera vi è una consistente fonte di informazioni sulla guerra sertoriana e sulle campagne militari condottevisi. Un'altra importante fonte è Plutarco, che descrive la guerra nelle due opere Vita di Sertorio e Vita di Pompeo, facenti parte della grande opera Vite parallele. Entrambe le fonti sono concordi, anche se Appiano sembra più informato dell'illustre collega.

## Campagna militare

### Campagne di Silla: 82-79 a.C.
La prima fase della guerra vide le campagne militari condotte da Lucio Cornelio Silla e dai suoi luogotenenti. La prima fase della guerra vide più che altro campagne minori, condotte da generali di poco conto, sconfitti facilmente da Sertorio, e che non vide spettacolari battaglie. Nonostante ciò la campagna riveste un grande interesse per le strategie di Sertorio, che mise più volte in mostra il suo genio.

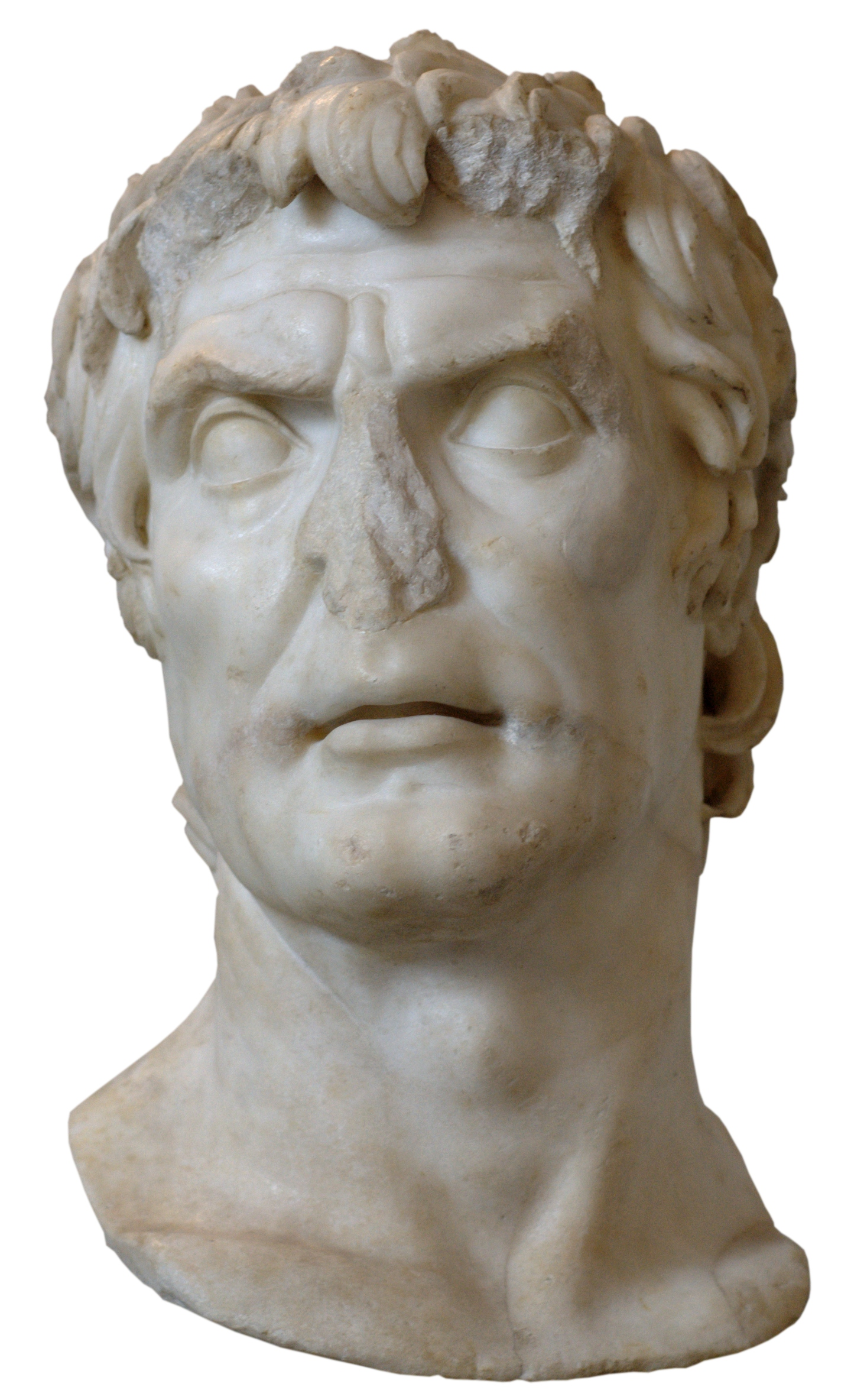
Busto di Lucio Cornelio Silla.

82 a.C.Lucio Cornelio Silla, dopo aver preso Roma dopo la vittoria di Porta Collina, decise di dover spazzare via gli ultimi generali mariani, e si mise ad assediare Volterra, ultima piazzaforte mariana in Italia. Intanto, Silla incaricò il generale Strabone di spazzare via l'esercito di Sertorio e di liberare la Spagna dal dominio dei mariani. Per conseguire l'obbiettivo, a Strabone fu affidato un esercito di cinque legioni, che fu acquartierato a Massilia (l'odierna Marsiglia), da cui sarebbe dovuta partire la nuova campagna militare, programmata per l'estate. Strabone decise di muoversi però solo nell'autunno, attraversando i Pirenei attraverso valichi rischiosi da attraversare. Secondo Appiano, egli intendeva superare Annibale superando i Pirenei, ma appena si trovò in Spagna, Sertorio lo aggredì in una stretta valle, dove un'intera legione fu annientata. Tra i morti c'era lo stesso Strabone. Le restanti quattro legioni si ritirarono quindi in Gallia. Il nuovo capo delle legioni, Antonio si preparò alla campagna per l'anno successivo.
81 a.C.Antonio preparò con cura la nuova campagna, e per non rischiare scelse un valico difficile ma poco conosciuto da Sertorio per far avanzare le truppe in Spagna. Sertorio, venuto a saperlo, decise di piazzare 5 000 Celti contro Antonio davanti al valico. Appena Antonio vide i Celti fece correre gli stremati legionari contro i Celti che fuggirono, costringendo i legionari ad attraversare un freddo torrente ed una collina. Questi, stremati dalla marcia e dall'inseguimento, vennero sorpresi sul fianco da Sertorio che distrusse due legioni stremate che si arresero subito. Antonio, dopo essersene accorto costruì due forti di rifornimento e si diresse verso l'Ebro, ma Sertorio gli sfuggì nei pressi nel fiume, lo aggirò e distrusse i forti. Presso Sagunto, inoltre, nella notte uno dei tre accampamenti militari di Antonio venne attaccato e distrutto dalla cavalleria di Sertorio. Antonio decise allora di ritirarsi, ma perse la cavalleria nel valico, dove in un agguato furono uccisi 2 000 dei 2 500 cavalieri. Secondo Plutarco, Antonio venne rilevato dal comando, mentre secondo Appiano venne spostato in Africa. Il comando delle operazioni fu quindi affidato a Marco Petreio, che decise di non agire e di assediare la Spagna.
80 a.C.Petreio, dopo aver considerato i pro e i contro, decise di attaccare solo in estate, per sorprendere Sertorio, ma disgraziatamente per lui non riuscì ad organizzare l'esercito per la campagna militare, e quindi decise di attaccare in autunno. Petreio però, si ammalò e morì, e Silla decise di affidare l'andamento della guerra a Metello Pio un valido generale famoso per la sua tattica da temporeggiatore. Intanto la Sicilia veniva tolta ai Mariani dall'abile condottiero Pompeo Magno, mentre Volterra cadeva e Gaio Mario il giovane veniva ucciso, distruggendo uno dei principali simboli dei mariani. Silla decise allora di commissionare una nuova campagna ispanica che sarebbe partita dalle Baleari, ancora in mano ai Silliani, ma la flotta venne incendiata da alcuni agenti mariani e la campagna fu sospesa.

### Campagne di Metello: 79-76 a.C.
La seconda fase della campagna vide la strategia attendista del valido generale Metello Pio, che utilizzò una tattica di difesa che inevitabilmente finiva per logorare il nemico, la strategia però, scalfì appena la grande abilità di Sertorio, che non ebbe troppi problemi nell'evitare Metello. La seconda fase si concluse con l'arrivo di Pompeo in Spagna.
79 a.C.Per la nuova campagna, Metello radunò sei legioni alle quali si unirono due di veterani, per un totale di 8 legioni, ossia 40 000 uomini, pronti ad attaccare i mariani di Sertorio. In quello stesso anno, però, anche Sertorio ricevette dei rinforzi; alle sue tre legioni si unirono, infatti, tre legioni dall'Africa e una dalla Sicilia, creando un esercito di ben 35 000 uomini da contrapporre a Metello. La campagna cominciò in Cantabria, dove le ostili tribù locali vennero sconfitte da Metello, che riuscì quindi ad ottenere il primo successo della campagna. Metello decise di accamparsi presso Valencia, la base principale di Sertorio, e di agire assalendo i suoi alleati celtici, costituiti da Cantabri e Lusitani. Sertorio capì però la strategia di Metello e in risposta assalì la sua cavalleria sulle montagne delle Asturie. La vittoria di Sertorio costò a Metello ben 1 200 cavalieri, e secondo Appiano, dopo il disastro decise di rimediare attaccando la cavalleria di Sertorio, che però fece intervenire gli alleati gallici. La battaglia finì con 800 morti mariani e 1 000 tra i soldati di Metello. Per recuperare prestigio, Metello assalì la capitale dei Cantabri, che venne incendiata e conquistata. Sertorio, allora, decise di attendere l'inverno, ma Metello continuò a muoversi, affidando 10 000 uomini a un certo Glaucio, che vennero però sconfitti presso Sagunto. La vittoria di Sertorio costrinse Metello a sospendere le operazioni.
78 a.C.Metello riprese la sua strategia attendista in primavera, decidendo di attaccare l'Ebro; Sertorio distaccò quindi Perperna e due legioni contro Metello, che però lo sconfisse nei pressi di Sagunto occupando anche la città. Metello decise allora di distaccare un'altra legione verso Valencia per catturare Sertorio, ma quest'ultimo riuscì ad ingannarlo prendendo con sé solo 300 cavalieri e facendo avanzare il resto degli uomini in Cantabria. Metello, allora, prese 2 000 uomini e inseguì Sertorio che però aveva già abbandonato i suoi 300 cavalieri e, raccolti 3 000 uomini assalì il campo di una legione, che venne completamente distrutta. Sertorio, quindi, riprese Sagunto e guadò l'Ebro, costringendo Metello a tornare indietro mentre Perperna e Lepido, i suoi principali luogotenenti, senza Metello alle spalle, poterono recuperare la Cantabria. Metello capì il pericolo di essere circondato, e costruì un vallo difensivo per impedire a Perperna ed a Lepido di avanzare, i due vennero costretti a fermarsi. Sertorio riuscì però ad aggirare Metello e si rifugiò tra i Baschi, che convinse a sostenerlo. Metello iniziò, quindi, una campagna contro i Baschi, che furono costretti a ritirarsi. Secondo Appiano, però, Sertorio ne approfittò per avanzare nella Valle dell'Ebro che cadde totalmente in mano sua. Metello, allora, capì di dover condurre la campagna nelle aree corrispondenti al moderno Portogallo.
77 a.C.Metello riprese la campagna partendo dalla Lusitania e invadendo la Cantabria, le Asturie e l'attuale Portogallo del nord. La guerra iniziò con una grande vittoria sui luogotenenti di Sertorio, che, sorpresi mentre si ritiravano, vennero completamente sconfitti perdendo una legione tra morti e prigionieri. I Cantabri decisero allora di attaccare la colonna, ma Metello li respinse con facilità, e riuscì a catturare alcuni dei principi iberi, che vennero però rimandati in atto di clemenza alle rispettive tribù. Sertorio, venuto a sapere delle due sconfitte decise di rimediare, e corso in Portogallo, attirò le truppe di Metello in trappola; ma Metello riuscì a salvarsi, anche se perse 2 000 uomini, e Sertorio decise di tornare a Sagunto e di avanzare presso i Pirenei. Un certo legato Valerio venne sconfitto e ucciso in battaglia presso l'Ebro, mentre Sertorio avanzava verso tre forti militari che vennero assediati e distrutti. Metello, lasciati dei presidi nelle zone appena conquistate, accorse sul luogo della battaglia e rimediò agli errori dei luogotenenti costruendo un vallo per contenere Sertorio. Metello rimase per mesi stazionario, riuscendo a guadagnarsi l'amicizia di alcune tribù e logorando Sertorio, che però reagì: secondo Plutarco fece un discorso di incoraggiamento alle truppe, e con un esercito motivato, assalì e superò il vallo di difesa. In quello stesso momento arrivò la notizia dell'arrivo di un nuovo generale: Gneo Pompeo. Il giovane condottiero, reduce da due successi sui Mariani in Africa e Sicilia, dalla quale era fuggito Perperna, in seguito luogotenente di Sertorio, era ansioso di guadagnarsi una grande impresa, e ottenne il proconsolato con Metello. Il giovane ottenne mezzi più ampi del predecessore e collega facendo così iniziare l'ultima fase della guerra sertoriana che però iniziò con la distruzione da parte di Sertorio della cavalleria celtibera di Metello.

### Campagne di Pompeo: 76-72 a.C.
La terza fase della campagna è quella più documentata e viene ampiamente descritta sia da Appiano di Alessandria (Guerre Civili; Hispaniense) e da Plutarco nelle Vite parallele, nelle quali vi è la biografia del nuovo comandante Gneo Pompeo Magno, che cominciò una guerra più di movimento, che vide però una serie di penalizzanti sconfitte fino alla imprevista fortuna che garantì la vittoria finale. 

La penisola iberica nel 74 a.C., in verde l'area sotto il controllo di Sertorio

76 a.C.Il nuovo generale, Pompeo, reduce da due successi in Sicilia e in Africa sui Mariani, attraversò subito le Alpi, e si precipitò in Spagna, con circa 25 000 uomini, ma appena arrivato in Spagna fu sorpreso da Sertorio, che stupì tutti imbrogliando il giovane, attirandolo a Lauro, una piazzaforte che, secondo Plutarco era collocata tra Valencia e Sagunto, dove Pompeo si fermò ad assediare Lauro, ma Sertorio aveva occupato un'altura ad ovest della città tagliando i rifornimenti a Pompeo, che attaccò poi massacrando un'intera legione grazie ai suoi reparti ausiliari composti da celtiberi. Pompeo decise di rifarsi contro le tribù celtibere del Nord, che sconfisse presso il fiume Júcar. Intanto, Metello, con la sua tattica attendista riuscì a logorare le truppe di Sertorio e ad affamarle, costringendo le truppe di Sertorio alla ritirata. Pompeo riuscì invece a prendere Trocar, una città celtibera, rimanendo però ferito nel corso della battaglia. Intanto, Perperna si era asserragliato a Valencia, dove Metello lo aveva tagliato fuori dai rifornimenti, mentre Sertorio sconfiggeva la cavalleria di Pompeo in battaglia. Per l'inverno, Pompeo continuò a cercare lo scontro mentre Metello proseguiva l'assedio di Valencia, dove alla fine si verificarono delle rivolte.
75 a.C.Pompeo e Metello iniziarono le nuove operazioni con una manovra di aggiramento: mentre Metello conquistava le basi del rifornimento, Pompeo doveva tenere a bada il nemico, impedendogli di soccorrere Perperna e i celtiberi. Metello incominciò le operazioni con una brillante vittoria sui celtiberi presso Valencia, mentre Pompeo, nonostante fosse in inferiorità numerica cercò lo scontro con Sertorio sullo Júcar. La battaglia cominciò al tramonto, con la cavalleria di Pompeo che attaccava il nemico improvvisamente. Perperna perse molti uomini, ma Sertorio invertì l'ala destra, prendendo Pompeo sul fianco. Pompeo cercò di riabilitare le sorti della battaglia con una carica, ma perse circa 4 000 uomini e fu costretto a ritirarsi. Intanto Valencia, privata di Perperna, cadde, e Sertorio si ritrovò senza la sua principale base per i rifornimenti, e Metello decise di portare aiuto a Pompeo, e sconfisse Perperna presso Sagunto. Intanto, Sertorio decise di affrontare Metello, aggirandolo presso Sagunto e facendo uccidere ben 3 000 cavalieri nemici, per poi precipitare su Pompeo. La nuova battaglia vide Pompeo con uno schieramento improvvisato, nel quale i nemici riuscirono a localizzare Pompeo, che, costretto alla ritirata perse ben 6 000 uomini. Metello intanto sorprendeva l'ala sinistra, guidata da Perperna, che venne pesantemente sconfitto. Pompeo allora, scongiurò l'attacco di Sertorio a Metello, cogliendo il primo successo su Sertorio, che perse 3 000 uomini. Nonostante ciò, Sertorio riuscì a scampare al disastro e, privati i rifornimenti a Pompeo, lo costrinse a svernare duramente senza viveri. Qui però, Pompeo riuscì a sodalizzare con gli uomini, e si preparò a ricevere dei rinforzi dal senato, a cui prospettò un'invasione dell'Italia come fece ai tempi delle guerre puniche Annibale. Gli vennero mandate ben due legioni, senza contare gli sperimentati cavalieri numidi, in grado di contrastare l'efficacia di quelli celtiberi.
74 a.C.Sulla scorta delle deludenti campagne precedenti, Pompeo e Metello rinunciarono a concentrare i loro sforzi nella piana di Valencia, e attaccarono i Celtiberi, che rifornivano di grano Sertorio. Metello attaccò le loro basi di frumento sull'Ebro, sconfiggendo i celtiberi presso Bilbis Sebroriga, che venne in seguito conquistata senza troppi sforzi. Inoltre sconfisse Perperna, e i suoi alleati celtiberi si arresero, togliendo parte dei rifornimenti a Sertorio. Sul Douero invece operò Pompeo che riuscì a sconfiggere un esercito celtibero e a porre sotto assedio Polencia. Per prendere la città fece appoggiare alle mura dei puntelli in legno, ai quali diede fuoco, provocando dei crolli, ma Sertorio lo attaccò a sorpresa. Secondo Plutarco, Pompeo fu costretto alla ritirata, e perse molti uomini. Sertorio, però, si trovò sempre più in una brutta situazione, e marciò sull'Ebro, liberando alcune città celtibere e sconfiggendo pesantemente Metello, mentre Pompeo accorreva solo per farsi aggirare e sorprendere da dietro dalle truppe di Sertorio. Pompeo riuscì però a ritirarsi e a ricongiungersi con il collega presso Calgurris, dove i due avevano almeno 40 000 uomini contro i 25 000 di Sertorio. La battaglia avvenne sull'Ebro, con l'ala destra comandata da Metello e la sinistra al comando di Pompeo. Piazzato il debole Perperna su un colle, Sertorio attirò i due comandanti che attraversarono l'Ebro, predisponendo però una seconda fila per scongiurare imboscate. Ma Metello perse il controllo della cavalleria, e Sertorio attaccò Pompeo sul fianco, dove non era preparato. Pompeo resistette abbastanza per consentire a Metello di respingere la cavalleria celtibera, ma Perperna attaccò dal colle, e Pompeo, persi 3 000 uomini, si ritirò, mentre Metello, con almeno 5 000 morti fu costretto alla ritirata. La vittoria di Sertorio esultò i celtiberi, ma Metello sconfisse i celtiberi in battaglia, mentre Pompeo aggirava Sertorio e gli tagliava i rifornimenti dai Lusitani.

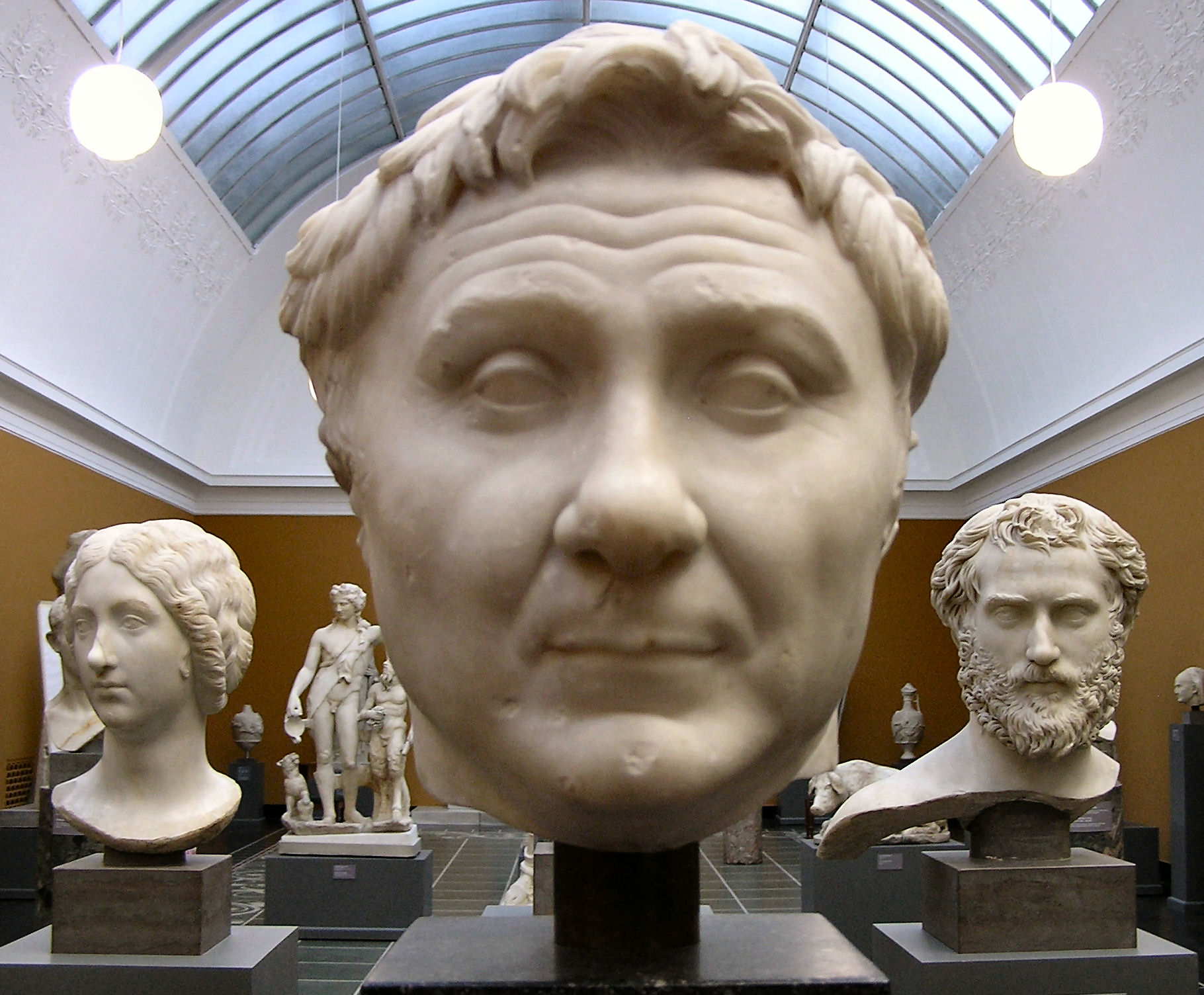
Testa di Pompeo a Copenaghen.

73 a.C.Convinti ormai che le battaglie campali facevano il gioco di Sertorio, Pompeo e Metello cominciarono la loro lenta opera di erosione delle forze del nemico. Stavolta Pompeo poté farsi onore, conquistando le Asturie e la Galizia in mano ai celtiberi alleati di Sertorio. La sua campagna iniziò con la costruzione di alcuni forti per impedire a Sertorio di disturbare le linee di rifornimento, mentre Pompeo sconfiggeva il capo Nandebrorrige presso la vecchia capitale dei cantabri, Numanzia, mentre gli Asturi e i Voccei vennero battuti in tre battaglie presso il vallo. Intanto Metello, piazzati dei valli di difesa, prendeva Sagunto e convinceva le tribù celtibere della storia, stanche di oltre un secolo di guerra ai romani, a passare dalla sua parte. In questo modo, Sertorio si trovò circondato, e decise di dare addosso a Metello, sconfiggendolo presso Sagunto, ma la sua preziosa cavalleria defezionò, costringendolo alla ritirata, mentre Pompeo completava la sconfitta dei Voccei assorbendoli nella Repubblica e costringendo Lepido, un luogotenente di Sertorio alla battaglia, dove Pompeo ottenne una grande vittoria. Sertorio allora disturbò le linee di rifornimento di Pompeo ma venne respinto. Il generale si trovò quindi ad essere circondato da nemici non solo esterni ma anche interni: molti volevano comandare al suo posto, tra cui Perperna. Il comando di Sertorio divenne brutale, e le decapitazioni e le epurazioni erano all'ordine del giorno. In inverno, Metello ottenne una nuova vittoria con la conquista di Cartagena, tagliando Sertorio dal Sud.
72 a.C.L'ultimo anno della guerra vide innanzitutto la sconfitta definitiva degli Asturi e dei Lusitani, i primi sterminati da Pompeo, i secondi fiaccati da Metello, che rimase però a Nord per terminare le campagne con la morte dei capi celtiberi fedeli a Sertorio, giustiziati in massa dal condottiero. Proprio in quel momento giunse una notizia strabiliante: Perperna aveva assassinato Sertorio e preso il suo posto, radunando criminali e briganti per un totale di 30 000 uomini. Il nuovo generale era un uomo meschino e inesperto, con scarso ascendente sulle truppe e una codardia incredibile. Inoltre, con la morte di Sertorio, Pompeo aveva l'occasione di vincere una grande battaglia campale contro l'inesperto Perperna, e lasciato solo il collega, partì con 20 000 uomini contro il nemico, e si piazzò presso Sagunto, uno dei pochi baluardi rimasti in mano dei Sertoriani. Perperna sperava di vincere grazie alla superiorità numerica, senza contare che doveva legare a sé i soldati che secondo Appiano, "Lo avversavano per l'omicidio di un grande e generoso capo (Sertorio)". Lo scontro, avvenuto in una località incerta tra Valencia e Sagunto vide Pompeo agire per primo, mandando un piccolo gruppo di legionari in pianura, per attirare Perperna in trappola. Perperna pensò subito che sarebbe stato facile distruggere il piccolo distaccamento, e lo assalì con l'esercito, ottenendo una facile vittoria ed inseguendo il nemico. Ma Pompeo si era piazzato sui fianchi del nemico e lo attaccò, mettendo facilmente in rotta un "generale ed un esercito disanimati", come dice Appiano. Ben 10 000 nemici furono uccisi, e tra i prigionieri fu trovato lo stesso Perperna, che si era nascosto dentro ad alcuni cespugli. Per salvarsi, il meschino generale diede a Pompeo una serie di corrispondenze tra membri della classe senatoriale e Sertorio. Ma Pompeo, che voleva guadagnarsi il favore dei senatori, fece bruciare i documenti e uccidere lo stesso Perperna. La vittoria era ormai sua, e l'esercito di Sertorio si smobilitò, mentre Metello celebrava il trionfo nel 71 a.C.

## Conseguenze
La sconfitta di Sertorio segnò inequivocabilmente la fine dell'opposizione mariana, che aveva perso il suo generale più forte e buona parte del proprio esercito nella guerra. Ma, e questo è sicuramente il fatto più importante, diede a Pompeo un trampolino di lancio per arrivare ai vertici di Roma. Pompeo celebrò il suo trionfo solo grazie ad un'altra vittoria sui superstiti dell'esercito di Spartaco, già sconfitto da Crasso, peccando di ingordigia nel volersi attribuire la vittoria del collega. La fama raggiunta dopo la vittoria della guerra gli permise di ottenere la guerra contro i pirati, il cui grande successo lo riconfermerà come console in Asia, dove sconfiggerà definitivamente l'ostinato Mitridate VI Eupatore, ampliando due province con l'annessione della Cilicia costiera e del Ponto, sconfiggendo le tribù orientali e arrivando vicino al Mar Caspio, per poi conquistare Siria e Palestina, prendendo Gerusalemme e costituendo due nuove province, fino ad arrivare addirittura in Egitto dove restaurò il sovrano Tolomeo XII. Le sue imprese in Oriente gli valsero un nuovo trionfo ma, per ottenere le cariche di potere, aiutò l'ascesa politica di Gaio Giulio Cesare, che lo avrebbe superato in Gallia, mietendo una vittoria dietro l'altra sui Galli (Conquista della Gallia), che lo avrebbero posto a un tale potere e ad un tale prestigio da spaventare Pompeo che, inoltre, vedeva messo in discussione il suo ruolo di generale più grande dell'epoca.

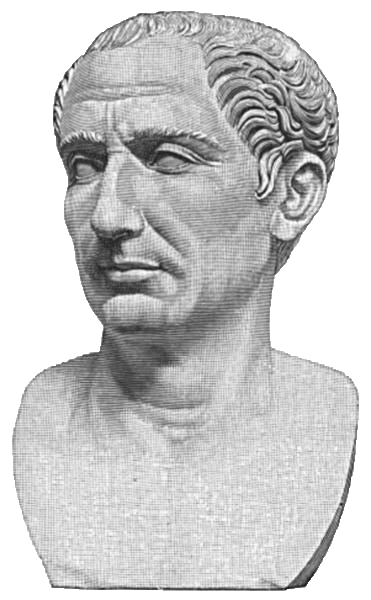
Gaio Giulio Cesare

I due sarebbero poi diventati rivali, una rivalità che sarebbe poi sfociata nella Guerra civile tra Cesare e Pompeo che avrebbe visto la morte di Pompeo e l'elezione di Cesare a dittatore, durante il cui mandato, per la prima volta il popolo vedeva e cominciava a familiarizzare con un'autocrazia che teneva in poco conto l'aristocrazia senatoria. Con l'uccisione di Cesare ad opera di Bruto e Cassio si sarebbe scatenata una lotta per il potere culminata nella Battaglia di Azio che vide la morte per suicidio di Marco Antonio e Cleopatra con l'ascesa di Ottaviano e la nascita dell'Impero romano. Inoltre, la guerra è un importante esempio delle tattiche dei migliori generali dell'epoca tra cui Sertorio, le cui fantasiose ed astute tattiche rimangono un campo molto interessante del generale fuorilegge. Inoltre, Pompeo si fece le ossa in Spagna, riuscendo ad imparare dalle sconfitte, ma anche nutrendo la sua vanagloria e la sua sete di onori e riconoscimenti ufficiali. Ma non sarebbe bastato contro Cesare. Infatti, Pompeo sarebbe stato sconfitto a Farsalo da Cesare, il quale, peraltro, era un generale ben più abile, anzi, avrebbe dimostrato di essere un vero genio strategico e, nei pochi mesi in cui regnò a Roma, dette prova di essere anche un grande riformista politico.

## Fonti

### Fonti primarie
Appiano di Alessandria, Guerre civili (Hispaniense)

Plutarco, Vita di Pompeo, Vite parallele

Plutarco, Vita di Sertorio, Vite parallele

Cesare, De bello Gallico (solo accenno)

### Fonti secondarie
Frediani, I grandi condottieri di Roma Antica, 2011

Edward Gibbon, La caduta dell'Impero Romano